# IESE Business School
IESE Business School es la escuela de posgrado en dirección de empresas de la Universidad de Navarra. Fundada en 1958 como Instituto de Estudios Superiores de la Empresa (IESE) en Barcelona, donde tiene su campus principal, en 1963 formó una alianza con Harvard Business School (HBS) y lanzó el primer programa MBA de dos años impartido en Europa. Dispone de otros cuatro campus en Madrid, Múnich, Nueva York y São Paulo.
Los programas que se imparten son: MBA, Executive MBA, Global Executive MBA, Master in Management (MiM), Programa Doctoral, Programas de Dirección General, Programas Custom, Programas Enfocados, Programa de Liderazgo para la Gestión Pública y programas para emprendedores en el desarrollo de nuevos proyectos.
En los rankings internacionales de programas de formación para directivos (Executive Education), Master of Business Administration (MBA) y Executive MBA se sitúa entre los diez primeros puestos, estando en 2025 el MBA global en el tercer puesto mundial según el Financial Times y en el primer puesto europeo de escuelas de negocios.El IESE está  triplemente acreditado por la Association to Advance Collegiate Schools of Business (AACSB), de Florida, la Asociación de MBA (AMBA), de Londres y el European Quality Improvement System (EQUIS), de Bruselas.

## Historia
En 1957 Antonio Valero Vicente, ingeniero industrial y catedrático de la Escuela Técnica Superior de Tarrassa recibió el encargo del fundador del Opus Dei, Josemaría Escrivá y por mediación de José Javier López Jacoiste, para la creación de una escuela de formación de empresarios y altos directivos desde un planteamiento cristiano.Empresarios de Madrid, País Vasco y Cataluña, liderados por el ingeniero naval madrileño Alejandro Crespo Calabria, habían mostrado su inquietud y el deseo  por la formación y mejora educativa de los dirigentes empresariales con una visión cristiana.
Recabó entonces información de varios colegas y amigos, entre ellos Joaquín Cortada Pérez, sobre lo que se estaba haciendo fuera de España en materia de formación empresarial, y viajó a Lille (Francia), a la École des Administrations des Affaires que, dirigida por un MBA de la Harvard Business School (HBS), había introducido la pedagogía del método del caso utilizada en Harvard. Tras el viaje, preparó un proyecto, el “Primer plan de acción del IESE” con los primeros colaboradores (Fernando Pereira Soler, Félix Huerta Herrero, Anton Wurster, Juan Farrán Nadal, Rafael Termes Carreró y Carlos Cavallé Pinós), que se puso en marcha en el curso académico 1958-1959, el Programa de Alta Dirección de Empresas (PADE) que se comenzó a impartir en Barcelona.
El primer nombre barajado fue Centro de Estudios de la Empresa en Barcelona, y el 29 de septiembre de 1958 adquirió el nombre de Escuela de Directores del Instituto de Estudios Superiores de la Empresa.
Por indicación de Juan Manuel Elorduy se buscó un espacio fuera de la ciudad, en un entorno natural y les hablaron de un terreno y edificio de Pedralbes de estilo palladiano, de los arquitectos Ricardo de Churruca y Dotres y Cristòfor Alzamora i Abreu, que estaba sin terminar de construir. La propiedad fue adquirida por el Consorcio Textil Algodonero, que les facilitó el arrendamiento inicial con una opción de compra, la que se completaría en 1963 con el apoyo de los primeros antiguos alumnos. También en 1963 se adquirió La Masía, del arquitecto  Joaquín Lloret Homs. En 1961 se creó la asociación de alumnos, y dos años después el Comité Harvard-IESE en Boston, con el objetivo de que la escuela de dirección española recibiera asesoramiento en cuestiones tanto académicas como prácticas.
A partir de entonces se fue extendiendo la enseñanza a otros programas y en asociación con otras instituciones educativas de ámbito internacional. En 1964 se empezó a impartir el MBA (Master of Business Administration), primer programa de dos años de este tipo en Europa. El IESE contribuyó a la fundación de IPADE en Ciudad de México (1967) y de otras catorce escuelas asociadas en los cuatro continentes. En 1969 comenzó el Programa Doctoral; y en 1974 se lanzaron los programas de Executive Education en Madrid. A partir de 1980 se impartió el MBA bilingüe, y en 1981 la primera edición del Executive MBA en Madrid.
En 1989 se creó el International Advisory Board (IAB-Consejo Asesor Internacional) con líderes empresariales y cívicos de Europa, América y Asia;  y a lo largo de los años, se crearon nuevas alianzas internacionales con Ross School of Business, de la Universidad de Míchigan, MIT Sloan School of Management y NYU Stern School of Business.
En 2001 inició el programa Global Executive MBA, y en 2002 se impartió el primer Advanced Management Program (AMP) en São Paulo, al que se sumará un año después el primer Program for Management Development (PMD). En 2003 el IESE puso en marcha la Red de Business Angels, y comenzó la ampliación del campus de Madrid. En 2005 empezó su actividad en Múnich con el Advanced Management Program (AMP); en 2006 se lanzó el Global CEO Program for China junto con Harvard Business School y CEIBS.  En 2006 el IESE lanzó un programa piloto de Advanced Management Program (AMP) para altos directivos en Polonia coincidiendo con la apertura de una oficina comercial en Varsovia. Desde entonces, los programas AMP se han realizado todos los años. En 2010 se abrió campus en Nueva York y finalizó la ampliación del campus de Barcelona; también en ese año se celebró el 50.º aniversario. En 2009 se lanzó el Global CEO Program para Latinoamérica junto con CEIBS y Wharton. En 2010 se inauguró campus en Nueva York, y en 2012 se lanzó un nuevo Executive MBA en São Paulo.
En 2013 se celebró el 50.º aniversario del Comité Harvard-IESE; y en 2015 se inauguró el campus de Múnich.
En 2019 comenzó el programa Master in Management (MiM) del campus de Madrid, y el programa Executive MBA en el de Múnich. En 2021 se finalizó la ampliación y apertura del nuevo campus de Madrid, que inauguró el rey Felipe VI tras la pandemia en 2022.

## Internacionalización
La internacionalización forma parte de la estrategia del IESE desde 1958. Sus profesores, desde entonces, cursan programas doctorales en Estados Unidos y Europa.  La escuela, que colabora con Harvard Business School desde hace más de cincuenta años, recibió en 1964, con la introducción del programa MBA, a sus primeros estudiantes internacionales en el campus de Barcelona.
El IESE ha participado activamente en la fundación de quince escuelas asociadas, muchas de ellas en países en desarrollo. También ha forjado alianzas académicas con escuelas como la Escuela de Postgrado de Negocios de Stanford, MIT y CEIBS, además de abrir campus en São Paulo, Múnich y Nueva York.  Entre sus profesores, personal y estudiantes se cuentan más de cien nacionalidades.

## El IESE en los rankings internacionales
|                                                  | 2014 | 2015 | 2016 | 2017 | 2018 | 2019 | 2020 | 2021 | 2022 | 2023 | 2024 | 2025 |
| ------------------------------------------------ | ---- | ---- | ---- | ---- | ---- | ---- | ---- | ---- | ---- | ---- | ---- | ---- |
| FT - Global MBA                                  | 7    | 7    | 16   | 10   | 11   | 12   | -    | 4    | 10   | 3    | 5    | 3    |
| FT - MBA para mujeres                            | -    | -    | -    | -    | 14   | -    | 4    |      |      |      |      |      |
| QS - Executive MBA                               |      |      |      |      |      | 4    | 2    | 3    | 1    | 2    | 2    | 3    |
| The Economist - Full Time MBA                    | 5    | 14   | 8    | 17   | 6    | 10   | 1    | 1    |      |      |      |      |
| The Economist - Global MBA                       |      |      | 8    | 17   | -    | 10   | 7    | 1    |      |      |      |      |
| The Economist - Ejecutivo                        | -    | 25   | -    | -    | 13   | -    | -    |      |      |      |      |      |
| Financial Times - Executive Education - Abiertos | 6    | 3    | 2    | 2    | 2    | 6    | 10   |      | 3    | 1    | 2    |      |
| Financial Times - Executive Education - Custom   | 3    | 1    | 1    | 1    | 1    | 1    | 1    |      |      |      | 9    |      |
| Forbes International - MBA                       | -    | -    | -    | -    | -    | 3    | -    |      |      |      |      |      |
| 'Bloomberg European B-Schools - MBA              | -    | -    | -    | -    | -    | 6    | -    | 2    |      |      |      |      |
| América Economía - MBA Global                    | -    | -    | 2    | 1    | 3    | 2    | 2    | 2    |      |      |      |      |

## Campus

### Barcelona
El campus principal del IESE está ubicado en el barrio de Pedralbes de Barcelona, a los pies de la sierra de Collserola. Con una superficie de 52.000 m², dispone de más de diez edificios antiguos y de nueva construcción. El último, inaugurado en 2018, alberga la división de investigación y el programa doctoral de la escuela. En este campus se imparten  los MBA y una variedad de programas de Executive Education.

### Madrid
La actividad se inició en 1974 con los programas de Executive Education. El campus se ubica en Aravaca, en el Cerro del Águila frente a la Casa de Campo. El edificio Master fue construido en 1991 y ampliado en 2004. En 2021, se amplió el campus: a los 19 000 m² originales se sumaron 16 300 m² con espacios verdes y un auditorio. En este campus se imparten los programas de Executive Education -PDD, PDG, PADE-, el Master in Management (MiM), además de ofrecer programas a medida para empresas y el Executive MBA.

### Nueva York
En 2007, el IESE abrió su campus de Manhattan, en la calle 57, en un edificio neorrenacentista de 1916. El centro ofrece programas Custom para empresas y de dirección general para directivos, módulos de los programas MBA y el programa C-Suite Pathway.

### Múnich
Fundado en 2005, el campus del IESE en Múnich, en la calle Maria-Theresia, está focalizado en programas de Executive Education para empresas y profesionales que trabajan en Alemania y Europa central, como el GMP (General Management Program. También ofrece un Executive MBA, así como módulos de los programas máster.

### São Paulo
Desde 2000, el IESE desarrolla actividades e imparte programas en ISE Business School, un centro situado en el barrio de Bela Vista de la Zona Central de São Paulo, que acoge a diversas instituciones educativas y financieras. Además de programas de dirección general para directivos, ofrece el Executive MBA.

## Escuelas asociadas
En 1967, con la mexicana IPADE, ha contribuido a la fundación de quince escuelas de negocios de calidad, principalmente en países en desarrollo. Estas escuelas asociadas, completamente independientes, se han consolidado con la participación de académicos y líderes empresariales locales. Además de IPADE, el IESE ha participado en  la fundación de IAE (Argentina, 1978), PAD (Perú, 1979), AESE (Portugal, 1980), INALDE (Colombia, 1985), IEEM (Uruguay, 1986), Lagos Business School (Nigeria, 1991), IDE (Ecuador, 1992), CEIBS (China, 1994), UA&P School of Business Administration (Filipinas, 1995), ISE (Brasil, 1996), ESE (Chile, 1999), MDE Business School (Costa de Marfil, 2003), SBS (Kenia, 2005) y Timoney Leadership Institute (2019).

## Gobierno
El Consejo de Dirección del IESE gobierna el desarrollo estratégico de la escuela, dirige la cartera de programas y las operaciones de la escuela. El director general del IESE, Franz Heukamp, preside el Consejo de Dirección y rinde cuentas ante la Universidad de Navarra. El Consejo de Supervisión se creó en 2023 para supervisar al Comité Ejecutivo y al decano en la planificación estratégica, la ejecución y la toma de decisiones clave.
El Consejo Asesor Internacional del IESE (IAB) y el Comité Ejecutivo de la Agrupación de Miembros del IESE brindan a la dirección de la escuela orientación estratégica sobre sus iniciativas, gobierno, programas de formación, desarrollo institucional y colaboración de las empresas patrono.
El IESE y Harvard Business School han mantenido una estrecha colaboración desde hace más de cincuenta años. En 1963, Harvard Business School aprobó la constitución del Comité Harvard-IESE con el objetivo de asesorar al IESE en el diseño de programas y el desarrollo de la escuela. El Comité Harvard-IESE fue clave para el lanzamiento en 1964 del programa MBA a tiempo completo, el primero de este tipo en Europa. Desde entonces se reúne anualmente en Estados Unidos o en Europa. Su contribución también ha sido decisiva para el desarrollo de los programas internacionales conjuntos IESE-Harvard, el primero de los cuales se inició en 1994.
Creado en 1989, el Consejo Asesor Internacional del IESE (IAB) analiza el contexto socioeconómico global desde el punto de vista de las empresas, las tendencias emergentes, las necesidades de la formación de emprendedores y directivos y la innovación en el campo del management y el liderazgo. Los miembros de IAB son directivos y académicos de Europa, América, África y Asia. Nombrados por el director general del IESE, se reúnen periódicamente para valorar cuestiones humanistas y de management, así como la aparición de nuevos retos y oportunidades.
Forman parte del IAB, entre otros, Spencer Fung, de Li & Fung Group; N. R. Narayana Murthy, de Infosys Technologies; Rafael del Pino, de Ferrovial; Martin Sorrell, de S4 Capital; Paul Polman, de Unilever; Marc Puig, de Puig; Denise Kingsmill, de IAG, y George Yeo, de Kerry Group.

## Directores generales del IESE
Franz Heukamp es el director general del IESE y titular de la Cátedra Antonio Valero de Dirección de Empresas desde 2016. Profesor del departamento de Análisis de Decisiones, obtuvo su Ph.D. en el Instituto de Tecnología de Massachusetts.
| Año de inicio | Año de finalización | Nombre                   |
| ------------- | ------------------- | ------------------------ |
| 1958          | 1967                | Antonio Valero Vicente   |
| 1967          | 1970                | Juan Ginebra Torra       |
| 1970          | 1978                | Fernando Pereira Soler   |
| 1978          | 1984                | Juan Antonio Pérez López |
| 1984          | 2001                | Carlos Cavallé Pinós     |
| 2001          | 2016                | Jordi Canals Margalef    |
| 2016          |                     | Franz Heukamp            |

## Antiguos alumnos
La primera agrupación territorial o "chapter" de la Agrupación de Miembros del IESE, creada en 1961, fue la de Cataluña. Poco después se constituyeron las de Levante, Baleares y Madrid, seguidas de Aragón, Andalucía, Galicia y Navarra, País Vasco y La Rioja en los años setenta y ochenta. Las primeras que se formaron en el extranjero fueron las de Argentina-Uruguay (1986) y Estados Unidos (1987).
La primera Global Alumni Reunión del IESE se celebró en Ámsterdam en 2000. Desde entonces, ha tenido lugar en ciudades de todo el mundo, como Londres, Múnich, Nueva York y São Paulo. En Varsovia (Polonia) la comunidad de antiguos alumnos es muy  significativa, contando con 643 miembros en 2024.
En 2021 se celebró en la sede ampliada de Madrid una reunión anual de antiguos alumnos -la Global Alumni Reunion 2021- en la que participaron más de 5.000 directivos y empresarios.

## Instituto de Liderazgo Sostenible (ISL)
La institución lanzó en 2021 el Instituto de Liderazgo Sostenible (Institute for Sustainability Leadership -ISL- por sus siglas en inglés), para facilitar el intercambio de conocimientos y experiencias entre el mundo académico y el empresarial. A la iniciativa se unieron como miembros fundadores CaixaBank, Celsa Group, Gestamp, Compass Group, Grupo Barceló, Mango, Schneider Electric, Arquia Banca, y Berry. 
El ISL, dirigido por el profesor Fabrizio Ferraro, genera conocimiento acerca del control y la medición de los objetivos verdes, los sistemas de gobernanza para ciudades sostenibles y los instrumentos financieros para la inversión de impacto. Diversos profesores del claustro ya habían contemplado dichos temas y publicado en las revistas Administrative Science Quarterly, Journal of Financial Economics y Journal of Accounting and Economics.

## Iniciativa sobre Inteligencia Artificial y el Futuro de la Dirección
En 2023, el IESE lanzó esta iniciativa, dirigida por Sampsa Samila, para explorar cómo la IA está afectando a la dirección de empresas. También prepara a los directivos para poner la IA al servicio de sus empresas de forma ética y socialmente responsable.

### Monografías sobre el IESE
- Canals, Carles M, "Sabiduría práctica: 50 años del IESE. Una aproximación", Barcelona, Planeta, 2009, 1.ª, 446 pp.
- Díaz Hernández, Onésimo y Requena, Federico M, "Josemaría Escrivá de Balaguer y los inicios de la Universidad de Navarra (1952-1960)", Pamplona, Eunsa, 2002, 1.ª, 249 pp.
- Farrán Nadal, Juan, "Los orígenes del IESE en 1958", Reus (Tarragona), E&H, 2009, 1.ª, 77 pp.
- Torres Olivares, Beatriz, "Los orígenes del IESE", Madrid, LID, 2015, 1.ª, 367 pp.

### Publicaciones conmemorativas de profesores del IESE
- "Acto académico In memoriam del Profesor Juan Antonio Pérez López. 2 de junio de 1997", s.l., IESE - Universidad de Navarra, 1997, 1.ª,  104 pp.
- "In memoriam de Antonio Valero y Vicente (1925-2001). Con motivo de la entrega de la Medalla de Oro de la Universidad de Navarra a título póstumo", s.l., IESE - Universidad de Navarra, [2001], 1.ª,  144 pp.
- García de Castro, Antonio (ed.), "El perfeccionamiento de la alta dirección. Homenaje al profesor Antonio Valero", Sevilla, Instituto Internacional San Telmo, 2006, 1.ª, 244 pp.